# إيسكولار

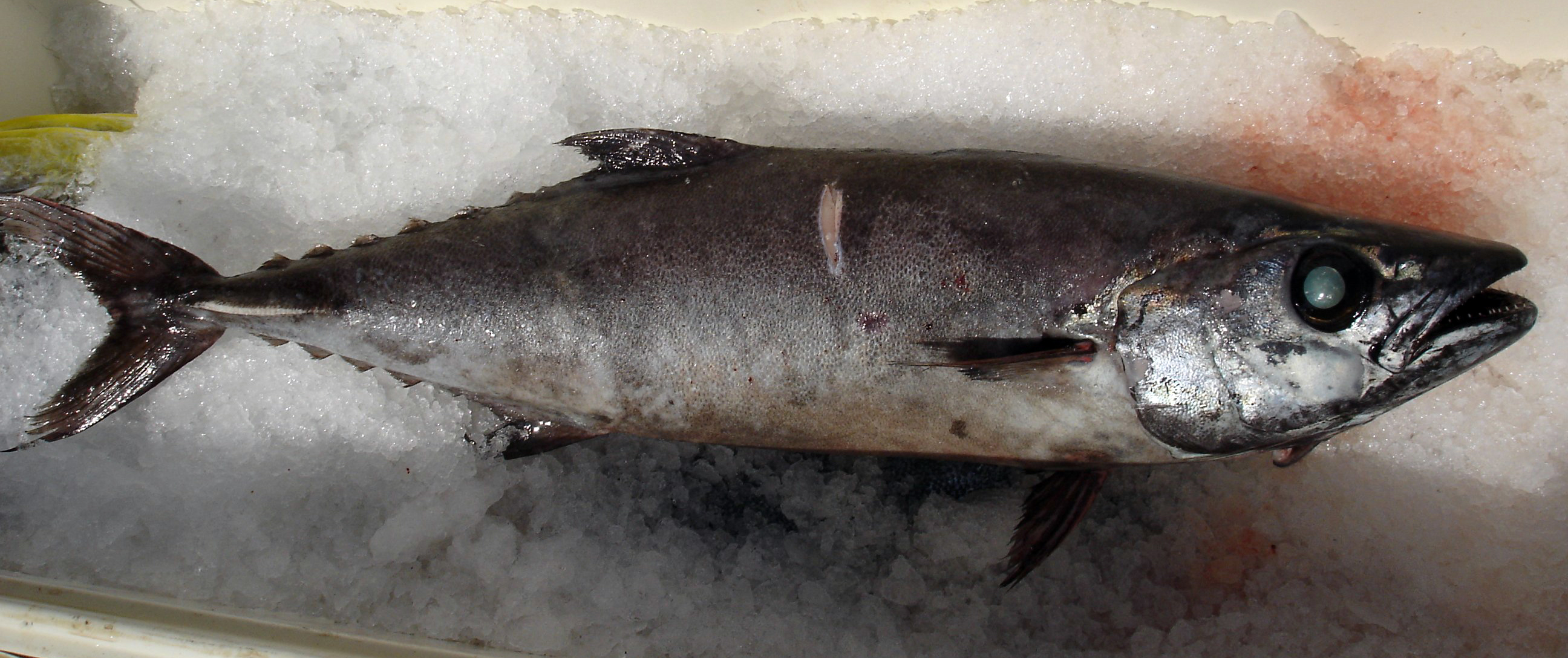
صورة فوتوغرافية لسمك الإسكولار

الإسكولار «ليبيدوسيبيوم فلابورينوم» هو نوع من أنواع السمك من فصيلة الجومبليدات، يتواجد في المياه الاستوائية والمعتدلة بعمق يتراوح ما بين 200 إلى 885 متر في مختلف مناطق العالم. و هو معروف أيضا باسم الثعبان الإسمقري . و في بعض الأيحان يُزوّر فيباع على أنه سمك زبيد أو تونا بيضاء .و هو أمر خطير قد يسبب الإصابة بأمراض صحية ناتجة عن إستهلاكه.

## بيولوجيا
تميز الإسكولار بلونه البني الداكن، ومع نموه يزداد لونه قتومة إلى أن يصبح أسود داكنا، يتميز هذا النوع من السمك بسرعته الفائقة في السباحة وذلك راجع لكونه يتوفر على رافدة جانبية بارزة تمكنه من الدوران والانعطاف بسهولة.

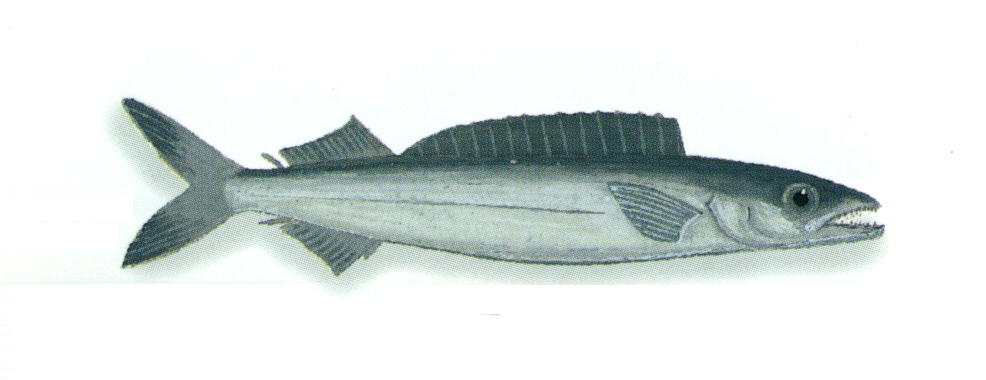
رسم توضيحي لسمكة الإسكولار

قد ينمو سمك الإسكولار ليصل إلى طول يناهز المترين .

## ٌآثار صحية
يحتوي الإسكولار على شمع عضوي يسبب مرض كيريوريا (تعني تدفق الشمع باليونانية) ،و هو مرض ناتج عن تسمم يسببه تناول هذا النوع من السمك ،و له أعراض تبتدأ بتشنجات المعدة لتصل إلى الإسهال، لمدة تمتد ما بين 30 دقيقة إلى 36 ساعة بعد الإستهلاك.
هناك طريقتين معروفتين لخفض احتمال الإصابة بمرض كيروريا، وذلك بتقسيم السمكة إلى قطع صغيرة لا يزيد وزنها عن 170غرام، واختيار القطع القريبة من الذيل لكونها تحتوي إلى حد ما على كمية ناقصة من الشمع العضوي